# Laura Prepon
Laura Prepon (n. 7 martie 1980) este o actriță americană, cunoscută pentru rolul ei ca Donna Pinciotti din serialul That '70s Show. Este de asemenea cunoscută pentru interpretarea Hannah Daniels în drama October Road de pe ABC. 
Din 2012 până în 2019 a jucat în rolul lui Alex Vausse,o fostă traficantă de droguri și fosta iubită a lui Piper Chapman în serialul american Orange Is The New Black, inspirat după memoir-ul lui Piper Kerman.

## Legături externe
- Laura Prepon la Internet Movie Database
- Biography Arhivat în 28 iulie 2013, la Wayback Machine. from the That '70s Show website
- Notable Names DataBase- Laura Prepon